# Jochen Zenthöfer
Jochen Zenthöfer (* 1977) ist ein deutsch-luxemburgischer Journalist, Plagiatsexperte und Jurist.

## Leben
Zenthöfer wuchs in Bad Breisig als Sohn von Jörg Zenthöfer auf, der dort von 1976 bis 1986 Bürgermeister war. Nach dem Besuch der katholischen Klosterschule Nonnenwerth studierte er Rechtswissenschaften in Bonn, Sydney und Berlin. Erstes und zweites Staatsexamen legte er in Berlin ab. Er wurde an der Universität Potsdam mit einer Arbeit zu Wettbewerbsföderalismus promoviert. 
Zenthöfer arbeitete ab 2006 für ein Jahr in der Staatskanzlei des Landes NRW in der Abteilung Regierungsplanung. Er war für Politische Analysen zuständig und betätigte sich als Redenschreiber für Ministerpräsident Jürgen Rüttgers (CDU). Anschließend ging er zur Haufe Verlagsgruppe in Freiburg und arbeitete dort als Kommunikationsleiter, Prokurist und war Mitglied der Geschäftsleitung. Ab Dezember 2009 war er Teil der Geschäftsleitung Haufe-Lexware GmbH & Co. KG, Freiburg im Breisgau, zuständig für Consumer-Software. Seit 2018 ist Zenthöfer Sprecher der europäischen Initiative „SOS – Save Our Spectrum“, die sich für Funkfrequenzen für Künstlerinnen, Musiker und Kreative einsetzt. Er war bis zur Einstellung 2022 Sprecher der Initiative Deutsche Schienenhilfe.
Zenthöfer ist mit einer luxemburgischen Architektin verheiratet, die Familie lebt in Luxemburg. Er ist römisch-katholisch.

## Rezeption
Zenthöfer ist Mitglied der CDU und war Landesvorsitzender der Schülerunion in Rheinland-Pfalz. 1995 berichtete die FAZ über ein angebliches schwarz-grünes Strategiepapier, das eine „Koalition der Zukunft“ aus CDU und Bündnis 90/Die Grünen anpries. Das Papier hatte Zenthöfer der Zeitung geschickt, die später den Sachverhalt richtigstellen musste. Für die FAZ  schreibt Zenthöfer heute regelmäßig über Plagiate und rezensiert Sachbücher. Er veröffentlichte 2022 ein Buch über die Plattform VroniPlag Wiki.
Mediale Aufmerksamkeit erhielten seine Plagiatsvorwürfe gegen die Dissertation von Patrick Graichen, ehemaliger Staatssekretär im Bundesministerium für Wirtschaft und Klimaschutz. Nach einem Bericht Zenthöfers aus dem Jahr 2022 wurde dem CDU-Politiker Otto Carstens 2023 von der Universität Innsbruck der Doktorgrad entzogen.

## Bücher (Auswahl)
- Wettbewerbsföderalismus. Zur Reform des deutschen Bundesstaates nach australischem Vorbild. Schmidt, Grasberg bei Bremen 2006, ISBN 3-86651-016-0 (Zugleich: Potsdam, Universität, Dissertation, 2006).
- mit Christian Rauda: Wem gehört eigentlich ... der Kölner Dom? 66 juristische Kuriositäten. C.H.Beck, 2010, ISBN 978-3-406-60706-6.
- Klausurentraining Rechtsphilosophie. Richter, Dänischenhagen, 2012, ISBN 978-3-935150-36-1.
- mit João Nuno Pereira: Einführung in das luxemburgische Recht. C.H. Beck, 2017, ISBN 978-3-406-69539-1.
- Plagiate in der Wissenschaft: Wie »VroniPlag Wiki« Betrug in Doktorarbeiten aufdeckt. Bielefeld 2022, ISBN 978-3-7328-6258-0.